# IC 3374
IC 3374 ist eine leuchtschwache, irreguläre Zwerggalaxie vom Hubble-Typ IBm im Sternbild Jungfrau auf der Ekliptik. Sie ist schätzungsweise 37 Millionen Lichtjahre von der Milchstraße entfernt und hat einen Durchmesser von etwa 5.000 Lichtjahren. Unter der Katalognummer VVC 1021 wird sie als Mitglied des Virgo-Galaxienhaufens gelistet.

Im selben Himmelsareal befinden sich u. a. die Galaxien NGC 4442, IC 3328, IC 3357, IC 3383.
Das Objekt wurde am 7. Mai 1904 vom US-amerikanischen Astronomen Royal Harwood Frost entdeckt.